# Salento (Kolumbia)
Salento – miasto w Kolumbii, w departamencie Quindío.